# Eparchie podolskokamenecká
Eparchie Kamenec Podolský je eparchie ukrajinské pravoslavné církve Moskevského patriarchátu.

## Území a titul biskupa
Zahrnuje správní hranice území Horodockého, Dunajiveckého, Podolskokameneckého, Novoušyckého a Čemeriveckého rajónu Chmelnycké oblasti.
Eparchiálnímu biskupovi náleží titul biskup podolskokamenecký a horodocký.

## Historie
Dne 12. dubna 1795 byla zřízena eparchie braclavská a podolská.
Přehled jmen v rámci let:
- braclavská a podolská
- podolská a braclavská
- podolskokamenecká a braclavská
- podolskokamenecká a chmelnycká
- podolskokamenecká a vinnycká
- podolskokamenecká a proskurovská
- chmelnycká a podolskokamenecká

Dne 22. června 1993 vznikla samostatná eparchie podolskokamenecká.

## Seznam biskupů
- 1795–1819 Joanykij (Nykyforovyč-Polonskyj)
- 1819–1821 Antonij (Sokolov)
- 1821–1832 Xenofont (Trojepolskij)
- 1832–1841 Kirill (Bogoslovskij-Platonov)
- 1841–1848 Arsenij (Moskvin)
- 1848–1851 Elpidifor (Benediktov)
- 1851–1858 Jevsevij (Iljinskij)
- 1858–1863 Irinarch (Popov)
- 1863–1874 Leontij (Lebedinskij)
- 1874–1878 Feognost (Lebeděv)
- 1878–1882 Markell (Popel)
- 1882–1882 Viktorin (Ljubimov)
- 1882–1887 Iustin (Ochotin)
- 1887–1890 Donat (Babinskij-Sokolov)
- 1890–1896 Dimitrij (Sambikin)
- 1896–1900 Irynej (Orda)
- 1900–1903 Christofor (Smirnov)
- 1903–1904 Kliment (Věrnikovskij)
- 1904–1908 Parfenij (Levyckyj)
- 1908–1914 Serafim (Golubjatnikov)
- 1914–1918 Mitrofan (Afonskij)
- 1918–1923 Pimen (Pegov)
  - 1922–1923 Amvrosij (Poljanskij) svatořečený mučedník
  - 1923–1926 Boris (Šipulin) dočasný správce
- 1926–1928 Feodosij (Vaščynskyj)
  - 1928–1932 Dymytrij (Halyckyj) dočasný správce
- 1942–1943 Jevlohij (Markovskyj)
- 1943–1944 Damaskin (Maljuta)
- 1944–1946 Maxim (Bačinskij)
- 1946–1948 Pankratij (Kašperuk)
- 1948–1951 Varlaam (Borysevyč)
- 1951–1953 Anatolij (Busel)
  - 1954–1955 Andrij (Suchenko) dočasný správce
- 1955–1956 Varlaam (Borysevyč) podruhé
- 1956–1961 Ilarion (Kočerhin)
- 1961–1962 Ignatij (Demčenko)
- 1990–1990 Feodosij (Dykun)
- 1990–1992 Nyfont (Soloducha)
- 1992–1993 Pytyrym (Starynskyj)
- 1993–1997 Nykanor (Juchymjuk)
- od 1997 Feodor (Hajun)